# 海戦 (戯曲)

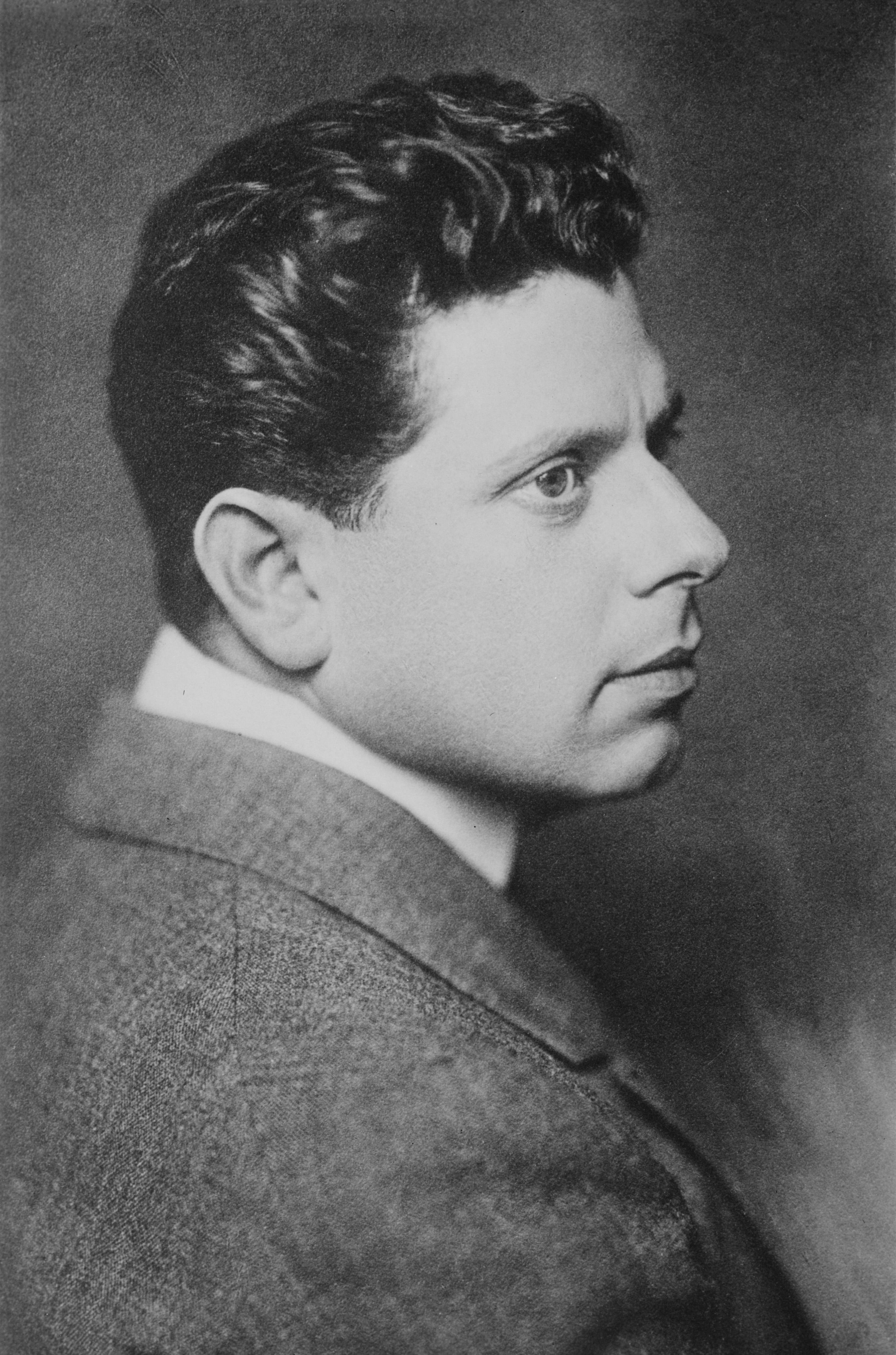
「海戦」初演に貢献したマックス・ラインハルト

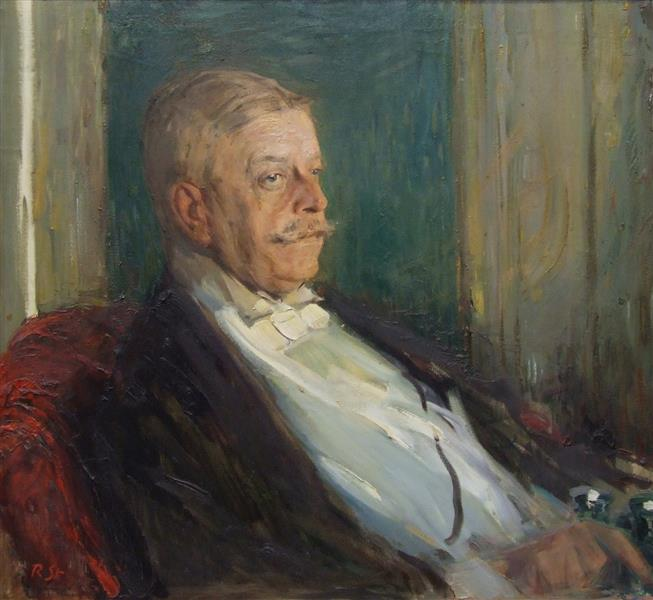
「海戦」初演に貢献したドレスデン宮廷歌劇場総支配人ニコラウス・フォン・ゼーバッハ

『海戦』（かいせん、原題:Seeschlacht）は、ドイツの表現主義の劇作家ラインハルト・ゲーリングが1917年に書いた一幕ものの戯曲である。
本作は、ベルリンのフィッシャー社から1917年に出版され、1918年にドレスデンとベルリンで初演された。

## あらすじ
第一次世界大戦中の1916年5月31日から6月1日にかけての、ドイツ・イギリス両海軍間のユトランド沖海戦が下敷きになっているとされる。生死を分つ戦場に臨もうとする戦艦の砲塔内部の7人の水兵が不安と謀反、奮起と逡巡との狭間で揺れ動く姿を描いた。

## 日本での翻訳
本作は、日本において四高講師の伊藤武雄によって翻訳され、1924年5月、『海戦』（先駆芸術叢書1）として、金星堂から刊行された。『世界戯曲全集第18巻』（独墺篇8、近代社世界戯曲全集刊行部編、1927年）に伊藤武雄訳、『近代劇全集11 独逸篇』（第一書房、1927年）に茅野蕭々訳が収録された。先駆芸術叢書版は、1930年にも再版されている。翻訳された時には、「ゲエリング」と表記された。

## 日本での上演
本作の日本での初演は、1924年6月14日。築地小劇場のこけら落としに土方与志演出で上演された。美術史家の陰里鉄郎は、この初演について、「高見順に限らずこの時期に青春を過した知識人たちが感動をこめて回想する」と書いている。本作を演目に含めた築地小劇場の関西公演が1925年から取り組まれ、1926年以降は、広島や小樽など地方都市も巡った。
1974年3月26日から4月2日まで、青年劇場が俳優座劇場で、千田是也訳・演出により、「海戦」を上演。2005年に演劇ユニット「シンプルプラン」が男女別バージョンによる『海戦R』として上演。

## エピソード
- 小樽公演を小林多喜二が見ている[7]。さらに、その後、宝塚歌劇団に入団し、広島で原爆にあい、死亡する女優の園井恵子も、この公演を見ていたとされる[8]。
- 『プロレタリア芸術教程 第１輯』第3巻（世界社、1929年）所収の黒島伝治「反戦文学論」[9]には一部が引用されている。